# Deutsche Krebshilfe Preis

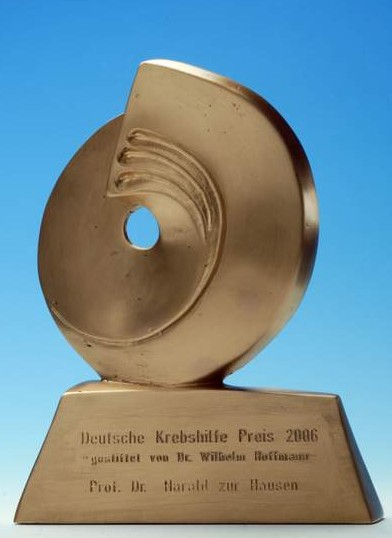
Der Preis

Der Deutsche Krebshilfe Preis ist ein deutscher Wissenschaftspreis. Er wird von der Deutschen Krebshilfe (Bonn) jährlich verliehen. Geehrt werden deutsche sowie ausländische Wissenschaftler und Forscher für herausragende Arbeiten in der Onkologie. Er wird seit 1996 verliehen.

## Geschichte
Der Preis wurde durch eine Stiftung der Familie Wilhelm Hoffmann möglich. Sie führte der gemeinnützigen Deutschen Krebshilfe in Bonn im Jahr 1995 eine Erbschaft mit der Auflage zu, aus den Zinserträgen der Zuwendung jährlich einen Preis zu verleihen. Mit dieser Regelung wird dem Grundsatz der Deutsche-Krebshilfe-Gründerin Mildred Scheel entsprochen, die Hilfsorganisation – unabhängig von Staat und Wirtschaft – ausschließlich aus Spenden der Bürger zu finanzieren.

## Der Preis
Der Preis wird seit 1996 vergeben und geht zurück auf eine Erbschaft mit der Auflage, den Erlös zinsbringend anzulegen und von den Zinsen einen jährlichen Preis für eine Forschungsarbeit auf dem Gebiet der Onkologie zu vergeben. Bei der Preisvergabe wird der Name des Gatten der Erblasserin – Wilhelm Hoffmann – berücksichtigt. Der Preis besteht aus einer stilisierten Bronzefigur, die von der Bildhauerin Maria Fernandez gestaltet wurde. Die Auszeichnung ist mit 20.000 Euro dotiert. Mit diesem Preis sollen Forscher und Wissenschaftler geehrt werden, die im beharrlichen Kampf gegen den Krebs durch bahnbrechende Erkenntnisse und Arbeiten zum Wohle der Menschen wirken.

## Die Preisträger

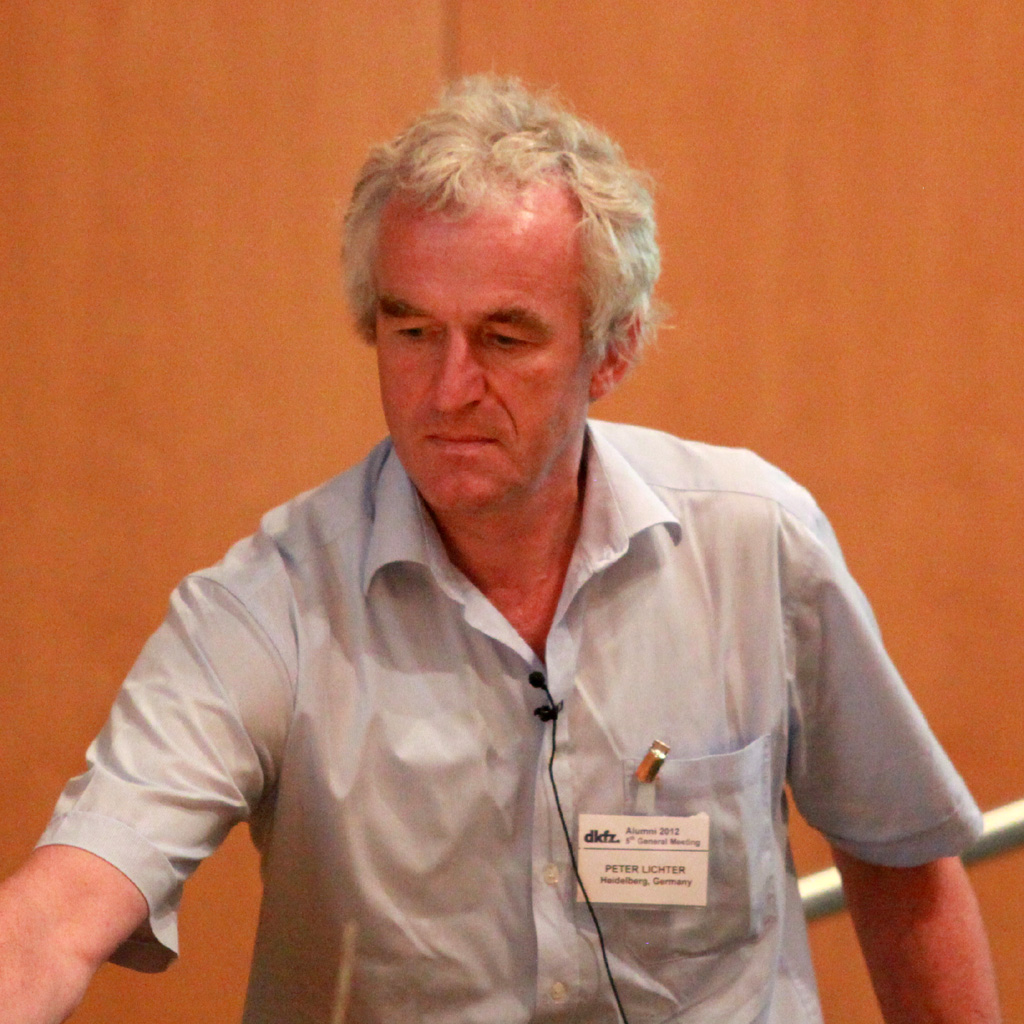
Peter Lichter

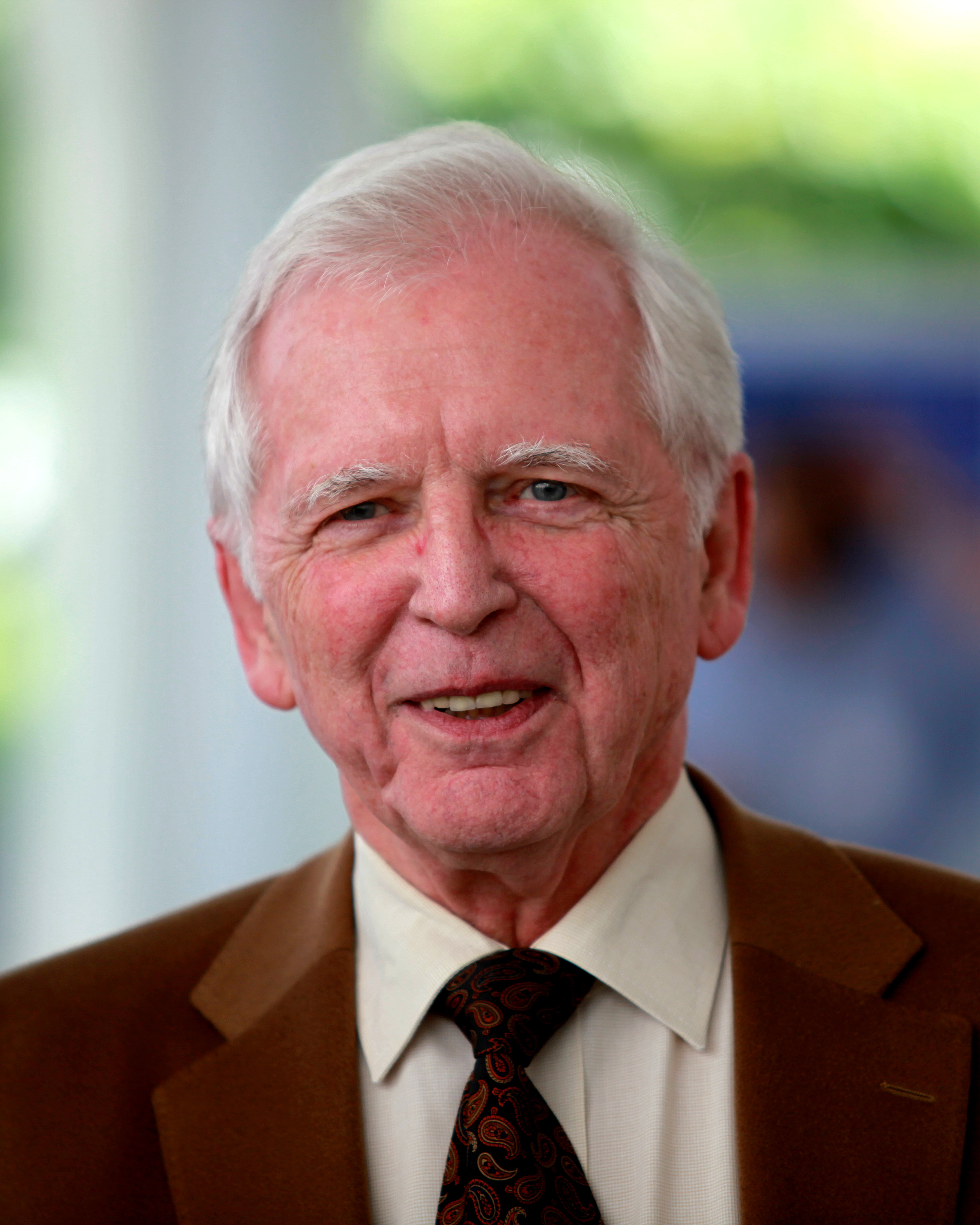
Harald Zur Hausen

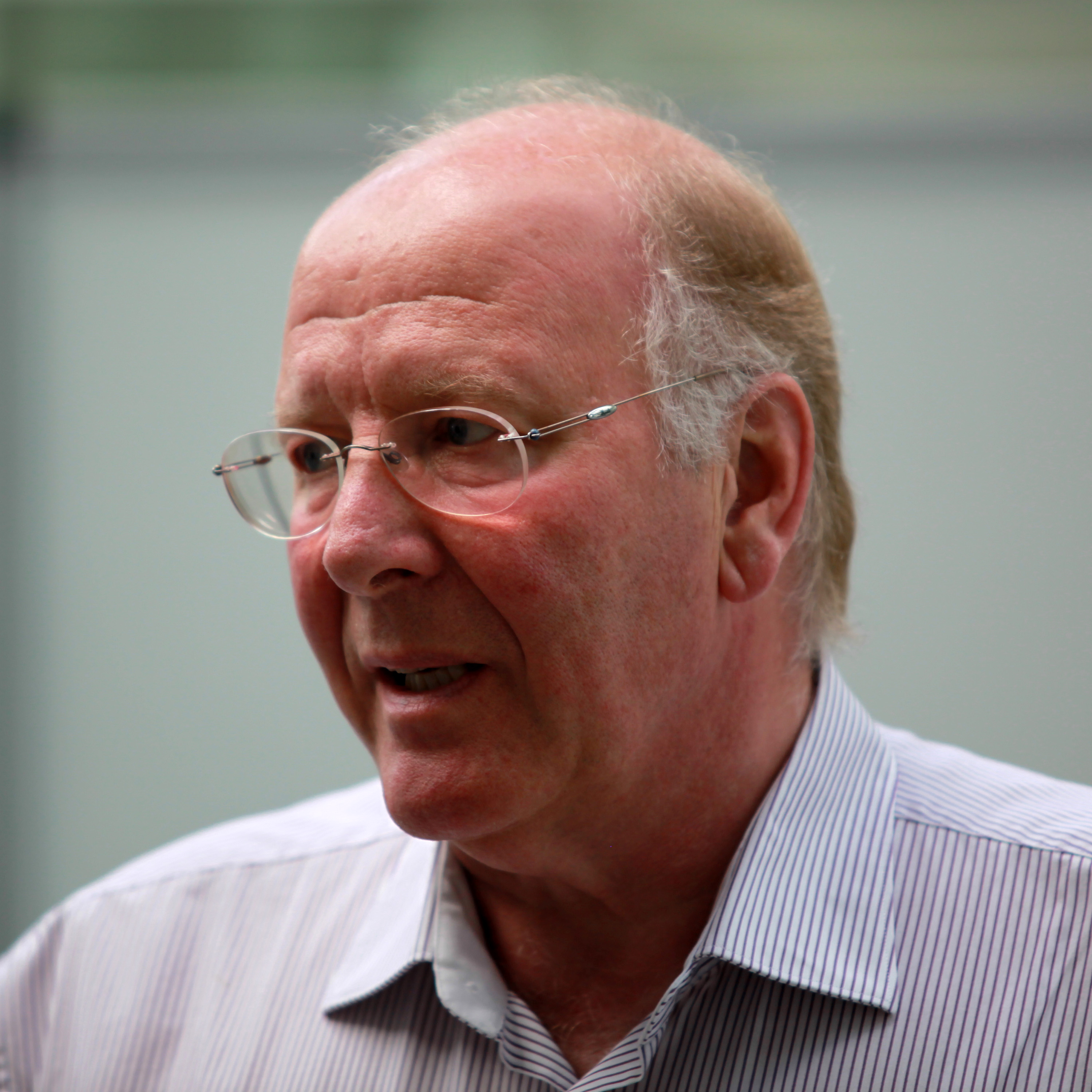
Peter H. Krammer

Der Deutsche Krebshilfe Preis wurde bisher nachstehenden Personen verliehen (mit Begründung im Originaltext):
- 1996: Hansjörg Riehm (Hannover) – für die Verbesserung der Behandlungsmöglichkeiten bei Kindern mit akuter lymphatischer Leukämie.
- 1997: Roland Bässler (Fulda) und Heinrich Maass aus Hamburg – für ihre Leistungen auf dem Gebiet der Diagnostik und Therapie des Brustkrebses.
- 1998: Dieter Hoelzer (Frankfurt am Main) – für die wegweisende Entwicklung von Behandlungskonzepten für Erwachsene mit akuter lymphatischer Leukämie.
- 1999: Claus Rainer Bartram (Heidelberg) – für seine Arbeiten auf dem Gebiet der Leukämie im Kindesalter, insbesondere zur Vorhersage des Krankheitsverlaufs von Kindern mit akuter lymphatischer Leukämie.
- 2000: Dieter Harms (Kiel) – für seine wegweisenden Arbeiten auf dem Gebiet der onkologischen Kinderpathologie und für sein vorbildliches Engagement beim Aufbau des Kindertumorregisters in Kiel.
- 2001: Martin-Leo Hansmann aus Frankfurt, Ralf Küppers (Köln) und Klaus Rajewsky (Boston) – für ihre wegweisenden interdisziplinär angelegten Arbeiten zur Aufklärung von Pathogenese und Biologie des Morbus Hodgkin.
- 2002: Almuth Sellschopp (München) – für ihre wegweisenden, international anerkannten Arbeiten auf dem Gebiet der Psychoonkologie.
- 2003: Peter Lichter (Heidelberg) – für seine wegweisenden, international anerkannten Leistungen auf dem Gebiet der Molekularen Zytogenetik.
- 2004: Jörg Rüdiger Siewert (München) – für seine Leistungen auf dem Gebiet der interdisziplinären Vernetzung der Patientenversorgung in der Onkologie, sowie Karl Heinrich Welte (Hannover) – für seine hervorragenden wissenschaftlichen Arbeiten bei der Klonierung und therapeutischen Anwendung von Wachstumsfaktoren sowie der Erforschung von Blutstammzellen.
- 2005: Axel Ullrich (Martinsried) – für seine Leistungen auf dem Gebiet der intrazellulären Signalwege.
- 2006: Harald zur Hausen (Heidelberg) – für seine grundlegenden Arbeiten auf dem Gebiet der Tumor-Virologie, die unter anderem zur Entwicklung eines Impfstoffes zum Schutz vor Gebärmutterhalskrebs (HPV-Impfung) geführt haben.
- 2007: Volker Diehl (Köln) – für seine herausragenden Verdienste um die Behandlung und Erforschung der Hodgkin-Lymphome.
- 2008: Harald Stein (Berlin) – für seine weltweit anerkannten Arbeiten auf dem Gebiet der Tumor-Pathologie und die Erforschung der bösartigen Krankheiten des Lymphsystems.
- 2009: Hilde Schulte (Niedersachsen), Ehrenvorsitzende der Frauenselbsthilfe nach Krebs, für ihr jahrzehntelanges Wirken für Krebspatienten.
- 2009: Gerhard Englert (Bayern), Deutsche-ILCO-Vorsitzender, für seine Verdienste um die Akzeptanz der Krebs-Selbsthilfe im Gesundheitswesen.
- 2010: Peter Propping, Universität Bonn, für die Erforschung erblicher Tumorerkrankungen[3]
- 2011: Klaus-Michael Debatin, Universität Ulm und Peter H. Krammer, Deutsches Krebsforschungszentrum (DKFZ) Heidelberg, für wegweisende Arbeiten auf dem Gebiet der Apoptose-Forschung
- 2012: Jörg Michaelis, Universität Mainz, für seine Arbeiten zur Krebsepidemiologie und zum Aufbau des Deutschen Kinderkrebsregisters und Ferdinand Hofstädter, Universität Regensburg, für sein Engagement zur flächendeckenden Einrichtung klinischer Krebsregister in Deutschland
- 2013: Hans-Georg Rammensee, Interfakultäres Institut für Zellbiologie am Universitätsklinikum Tübingen, für seine Arbeiten auf dem Gebiet der Antigenpräsentation und T-Zell-Erkennung und Hans-Jochem Kolb, Städtisches Klinikum München und Klinikum rechts der Isar der Technischen Universität München, für seine Arbeiten auf dem Gebiet der zellulären Immuntherapie und der Stammzelltransplantation.[4]
- 2014: Werner Hohenberger, Chirurgische Klinik des Universitätsklinikums Erlangen, für die Entwicklung sogenannter multimodaler Therapiekonzepte zur Behandlung von Darmkrebs[5]
- 2015: Fritz H. Schröder, Erasmus-Universität in Rotterdam, für seine Arbeiten zur Früherkennung des Prostata-Karzinoms und zum PSA-Screening[6]
- 2016: Gert Riethmüller, Ludwig-Maximilians-Universität München, für seine Pionierarbeit und bahnbrechenden Erfolge in der Entwicklung von therapeutisch einsetzbaren Antikörpern bei Krebserkrankungen; Dolores J. Schendel, Helmholtz-Zentrum München, für ihre bedeutenden internationalen Forschungsbeiträge zur Entwicklung innovativer Immuntherapie-Technologien[7]
- 2017: Heribert Jürgens, Universitätsklinikum Münster, für „seine großen Verdienste in der pädiatrischen Onkologie, insbesondere in der Entwicklung von Therapiestrategien beim Ewing-Sarkom“[7]
- 2018: Eberhard Klaschik, Universitätsklinikum Bonn, für„seinen maßgeblichen Einsatz und seine Verdienste beim Aufbau palliativmedizinischer Versorgungsstrukturen sowie für sein wegweisendes Engagement zur strategischen Weiterentwicklung der Palliativmedizin in Deutschland“[8]
- 2019: Alexander Eggermont, niederländischer Wissenschaftler und Direktor des Princess Máxima Zentrum für Pädiatrische Onkologie in Utrecht, für „sein wegweisendes Engagement zur nachhaltigen Verbesserung der interdisziplinären onkologischen Versorgungsstrukturen und Initiierung von Onkologischen Spitzenzentren (Comprehensive Cancer Center) in Deutschland“[9]
- 2020: Agnes Glaus, Stiftung für Onkologische Fortbildung und Kongresse, für „maßgebliche Beiträge zur Entwicklung der onkologischen Pflege und Betreuung krebskranker Menschen im deutschsprachigen Raum“[10]
- 2021: Claus Rödel, Universitätsklinikum Frankfurt am Main, für seine „herausragenden Leistungen auf dem Gebiet der Strahlentherapie“[10]
- 2022: Martina Pötschke-Langer (posthum) und Hermann Brenner, beide DKFZ, für ihre „wichtigen Beiträge im Bereich der Krebsprävention sowohl in der Forschung als auch auf gesundheitspolitischer und öffentlicher Ebene“[10]
- 2023: Reinhard Büttner, Jürgen Wolf und Roman Thomas „in Anerkennung ihrer herausragenden Arbeiten auf dem Gebiet der Diagnostik und Therapie bei Lungenkrebs“[11]
- 2024: Christoph Huber für seine Arbeiten zur Krebsimmuntherapie[12]